# Tranquil Creek Provincial Park
Der Tranquil Creek Provincial Park (auch Tranquil Creek Park) ist ein etwa 298 Hektar (ha) großer Provincial Park im Südwesten der kanadischen Provinz British Columbia, an der Westküste von Vancouver Island.
Der Park ist Teil des Clayoquot Sound Biosphere Reserve, einem von der UNESCO anerkannten Biosphärenreservat.
Bei dem Park handelt es sich um einen sogenannten backcountry park. Diese Parks haben üblicherweise keine direkte Anbindung an eine offizielle Straße und sind oft nur über Schotterpisten oder Holzfällerstraßen zu erreichen. Auf Grund der fehlenden Infrastruktur ist in diesem Park das „Wilderness Camping“ erlaubt.

## Anlage
Der Park liegt nordöstlich von Tofino, im Alberni-Clayoquot Regional District. Der Park liegt östlich des Bedwell Sounds, der zum Clayoquot Sound gehört und grenzt im Osten über weite Bereiche an ein Schutzgebiet anderen Typs, das Unaacuł-ḥiłsyakƛis Conservancy. Im Norden und Westen grenzt der Park an ein anderes Schutzgebiet anderen Typs, das ʔUuʔinmitis Conservancy, welches in nordwestlicher Richtung dann an den Strathcona Provincial Park grenzt. Zentrum des Parks ist der Paradise Lake.
Bei dem Provinzpark handelt es sich um ein Schutzgebiet der IUCN-Kategorie II (Nationalpark).

## Geschichte
Der Park wurde am 13. Juli 1995, als eins in einer Gruppe von rund 50 Schutzgebieten, als Provincial Park in British Columbia eingerichtet. Zu den zeitgleich eingerichteten Parks gehören, neben anderen Parks unmittelbar am Clayoquot Sound, auch der nahegelegene Clayoquot Plateau Provincial Park, der Clayoquot Arm Provincial Park, der Kennedy Lake Provincial Park und der Kennedy River Bog Provincial Park. Die Einrichtung dieser Parks war, als Folge der Unruhen in den 1980er-Jahren sowie den frühen 1990er-Jahren, welche sich gegen die Kahlschlagpolitik der Forstindustrie richteten, das Ergebnis der „Clayoquot Sound Land Use Decision“.
Wie jedoch bei fast allen Provinzparks in British Columbia gilt auch für diesen, dass die Gegend, lange bevor sie von europäischen Einwanderern besiedelt oder sie Teil eines Parks wurde, in diesem Fall Jagd- und Siedlungsgebiet verschiedener Gruppen der First Nations, hier der Nuu-chah-nulth, war. Neben so genannten Culturally Modified Trees, also aufgrund von kulturellen Aktivitäten der Ureinwohner veränderte oder gefällte Bäumen, die im Park identifiziert wurden, finden sich auch andere nachweisliche Spuren ihrer Nutzung.

## Flora und Fauna
Mit dem Biogeoclimatic Ecological Classification (BEC) Zoning System wird das Ökosystem von British Columbia in verschiedene biogeoklimatische Zonen eingeteilt. Biogeoklimatische Zonen zeichnen sich durch ein grundsätzlich identisches oder sehr ähnliches Klima sowie gleiche oder sehr ähnliche biologische und geologische Voraussetzungen aus. Daraus resultiert in den jeweiligen Zonen dann grundsätzlich auch ein sehr ähnlicher Bestand an Pflanzen und Tieren. Innerhalb dieser Systematik wird der Park der Coastal Western Hemlock Zone und der Mountain Hemlock Zone zugeordnet.